# Иванов, Сергей Иванович (театральный деятель)
Серге́й Ива́нович Ивано́в (20 октября 1930, Ильнетуры, Волжский район, Марийская автономная область, Нижегородский край, РСФСР, СССР — 9 декабря 2023, Йошкар-Ола, Марий Эл, Россия) ― марийский советский и российский деятель культуры, театральный режиссёр, актёр, драматург. Главный режиссёр Марийского драматического театра имени М. Шкетана (1958―1974), директор Йошкар-Олинского музыкального училища имени И. С. Палантая (1982―1998). Режиссёр-постановщик первой марийской оперы Э. Сапаева «Акпатыр» (1963). Заслуженный деятель искусств РСФСР (1969). Член КПСС с 1953 года.

## Биография
Родился 20 октября 1930 года в д. Ильнетуры ныне Волжского района Марий Эл в крестьянской семье.
В 1947 году окончил Помарскую среднюю школу в родном районе. В 1951 году окончил актёрский факультет Йошкар-Олинского музыкального училища имени И. С. Палантая. Во время учёбы участвовал в массовых сценах спектаклей Маргостеатра, играл эпизодические роли.
В 1956 году окончил режиссёрский факультет ГИТИСа (с отличием, курс народного артиста СССР Ю. А. Завадского). Во время учёбы получал именную стипендию.
В 1956 году начал творческую деятельность в Марийском драматическом театре имени М. Шкетана: очередной режиссёр, в 1958―1974 годах ― главный режиссёр.
С 1974 года ― преподаватель, в 1982―1998 годах ― директор Йошкар-Олинского музыкального училища имени И. С. Палантая. В 1990 году здесь стал художественным руководителем курсов, готовивших актёров для Республиканского горномарийского драматического театра.
Занимался общественной деятельностью: в 1953 году вступил в КПСС, а в 1965—1967 годах избирался депутатом Йошкар-Олинского городского Совета депутатов X созыва. В 2002―2005 годах ― председатель Марийского национального конгресса.
Последние годы жизни был на пенсии, проживал в г. Йошкар-Оле. Скончался 9 декабря 2023 года на 94-м году жизни.

## Творческая деятельность
Дипломной работой С. Иванова в ГИТИСе стала постановка драмы А. Михайлова «Корнывожышто» («На перепутье»).
Приход в театр молодого режиссёра по времени совпал с реабилитацией классика марийской литературы С. Чавайна и других выдающихся деятелей национальной культуры. В 1956 году С. Иванов приступил к постановке пьес «Мӱкш отар» («Пасека») и «Акпатыр», на которых выросло марийское сценическое искусство. Режиссёр стремился дать новое прочтение драматическому материалу. Для многих актёров, таких как И. Матвеев (Акпатыр), И. Якаев (Пекеш Сави), Р. Руссина (Клавий), К. Коршунов (Мичи), И. Россыгин (Ӧрӧзӧй) работа в этих спектаклях стала заметной вехой в творческой биографии.
На посту главного режиссёра театра С. Иванов вёл неустанную и кропотливую работу с марийскими драматургами. При нём с первыми произведениями выступили К. Коршунов («Илыш корнышто» / «На жизненном пути», 1960), М. Рыбаков («Кок эрге» / «Два сына», 1960), П. Эсеней («Арва шеҥгек йога» / «Мякина летит в сторону», 1961), А. Асаев («Товатлыме куэ» / «Клятвенная берёза», 1967), В. Регеж-Горохов («Канде кайык» / «Синяя птица», 1971) и др. Не сходили с репертуара театра и пьесы признанных драматургов ― С. Николаева, А. Волкова и Н. Арбана.
В творческом содружестве с драматургом М. Рыбаковым (автором инсценировок) С. Иванов вывел на подмостки национальной сцены героев романов «Элнет» (1965) С. Чавайна, «Эренгер» (1967) М. Шкетана и «Кӱртньӧ вий» («Железная сила», 1971) Н. Лекайна.
В 1963 году осуществил постановку первой национальной оперы композитора Эрика Сапаева «Акпатыр».
В репертуарной политике стремился сочетать произведения национальной драматургии с пьесами авторов из братских республик, именно тогда в репертуар Маргостеатра им. М. Шкетана прочно вошли спектакли по переводным пьесам. К числу творческих удач режиссёра могут быть отнесены спектакли «Пиалдыме» («Бесталанная», 1958) И. Карпенко-Карого и «Чынжымак айдеме» (инсценировка «Повести о настоящем человеке» Б. Полевого, 1959), «Вувер ӱдыр» («Оборотень», 1969) А. Кицберга. Огромной любовью зрителей пользовалась комедия чувашского драматурга Н. Айзмана «Кай, кай Йыванлан» («Выйди, выйди за Ивана», 1957 и 1971), которая за четверть века была показана около 600 раз.
В 1965 году труппа Маргостеатра пополнилась 17 выпускниками марийской студии ГИТИСа, что значительно расширило творческие возможности театра. Формирование актёрской индивидуальности таких ярких мастеров, как Г. Иванова-Ямаева, В. Горохов, А. Андрианов, Г. Копцев, Ю. Рязанцев, А. Орлов, В. Саввина, В. Петухов, Т. Степанова, Л. Комарова и др., началось под непосредственным руководством С. Иванова.
В 1968 году на Всероссийском фестивале театров, посвящённом 100-летию со дня рождения М. Горького, спектакль Маргостеатра им. М. Шкетана «Егор Булычов и другие» был удостоен Диплома I степени. Жюри высоко оценило режиссуру С. Иванова и игру актёров С. Кузьминых (Егор), Г. Ивановой (Шурка), М. Михайловой (Меланья), Р. Руссиной (Глафира) и других.
В 1970 году, показав спектакль С. Иванова «Вургыжшо шӱм» («Беспокойная старость») по драме Л. Рахманова, театр участвовал во Всесоюзном театральном фестивале.
В 1971 году Маргостеатр принял участие во Всесоюзном фестивале венгерской пьесы. Спектакль режиссёра «Йомдарыме пиал» («Потерянный рай») по пьесе венгерского драматурга Имре Шаркади, а также исполнительницы роли Миры Г. Иванова и Л. Комарова были отмечены Почётными грамотами Министерства культуры СССР, а Министерство культуры и образования Венгерской Народной Республики наградило марийского режиссёра памятной медалью.
Любимыми жанрами режиссёра были социально-бытовая драма и музыкальная комедия. Вместе с тем С. Иванов пробовал себя в постановках пьес иных жанров и стилей, стремился к освоению богатых традиций театра и драматургии других народов. Во время пребывания на посту главного режиссёра Марийского музыкально-драматического театра, с 1956 года была заложена традиция проведения летних гастролей в районы компактного проживания марийского населения в Башкирии, на Урале и в Свердловской области. Во время работы в театре сам режиссёр сыграл ряд драматических ролей в спектаклях разных лет, среди которых Мичи (С. Чавайн «Пасека»), Полатов и Атавай (С. Николаев «Салика» и «Айвика»), Огородников (И. Попов «Еш») и др. Кроме того, озвучил более 150 ролей при дублировании художественных фильмов на марийский язык.
Является автором 3 пьес: драмы «Юл воктене» («На волжском берегу», 1977) и «Ольош» (1981), шедших на сцене Марийского театра имени М. Шкетана, драмы «Шергаш» («Кольцо», 1993), поставленной на сцене Марийского театра юного зрителя.
Также опубликовал ряд статей, воспоминаний и творческих портретов мастеров марийской сцены. В 2016 году в Йошкар-Оле вышла в свет его книга воспоминаний, очерков и статей «Мастера марийского театра».
В 1963 году ему было присвоено почётное звание «Заслуженный артист Марийской АССР», а в 1969 году — звание «Заслуженный деятель искусств РСФСР». Награждён медалями и Почётными грамотами Президиумов Верховных Советов РСФСР и Азербайджанской ССР.

## Основные постановки
Далее представлен список основных постановок С. И. Иванова:
- А. Михайлов «Корнывожышто» / «На перепутье», 1956;
- С. Чавайн «Мӱкш отар» / «Пасека», 1956, 1967 и 1972;
- С. Чавайн «Акпатыр», 1956;
- Н. Айзман «Кай, кай Йыванлан» / «Выйди, выйди за Ивана», 1957 и 1971;
- С. Чавайн «Марий рота» / «Марийская рота», 1957;
- Н. Ильяков, Г. Матюковский «Иосиф Макаров», 1957;
- И. Карпенко-Карый «Пиалдыме» / «Бесталанная», 1958;
- Н. Арбан «Тулар ден тулаче» / «Сват и сваха», 1958;
- Б. Александров «Малиновкышто сӱан» / «Свадьба в Малиновке», 1958;
- Ялмарий Йыван «Вич йолташ» / «Пятеро друзей», 1959;
- М. Стадник «Шучко вашлиймаш» / «Опасная встреча», 1959;
- Н. Гоголь «Май йӱд» / «Майская ночь», 1959;
- Б. Полевой «Чынжымак айдеме» / «Повесть о настоящем человеке», 1959;
- Ю. Петухов «Талукышто коло сӱан» / «Двадцать свадеб в год», 1960;
- М. Рыбаков «Кок эрге» / «Два сына»,1960;
- С. Николаев «Кугу толкын» / «Большая волна», 1960;
- И. Смирнов «Асан ден Кансыл» / «Асан и Кансыл», 1961;
- А. Волков «Илыш йолташ» / «Подруга жизни», 1961;
- И. Соболев «Озаже» / «Хозяин», 1961;
- З. Ганина «Ик бригадыште» / «В одной бригаде», 1962;
- С. Николаев «Айвика», 1962;
- А. Волков «Оръеҥ мелна» / «Свадебные блины», 1962;
- В. Шекспир «Веронысо кок рвезе» / «Два веронца», 1963;
- С. Николаев «У саска» / «Новые плоды», 1963;
- Н. Арбан «У муро» / «Новая песня», 1964;
- А. Волков «Шошо мардеж» / «Весенний ветер», 1964;
- К. Коршунов «Кӱрылтшӧ сем» / «Прерванная мелодия», 1964;
- С. Чавайн «Элнет», 1965;
- Д. Суптель «Эҥер лӱшка» / «Шумит Днепр», 1965;
- С. Николаев «Салика», 1966 и 1973;
- С. Кайтов «Ава шӱм» / «Сердце матери», 1966;
- А. Волков «Каче-влак» / «Женихи», 1966;
- М. Шкетан «Эренгер», 1967;
- А. Мирзагитов «Салтакын эргыже» / «Сын солдата», 1968;
- М. Горький «Булычов Йогор да молат» / «Егор Булычов и другие», 1968;
- Н. Арбан «Ош пеледыш» / «Белый цветок», 1968;
- С. Чавайн «Илыше вӱд» / «Живая вода», 1968;
- М. Рыбаков «Салтак вате» / «Солдатка», 1969;
- А. Кицберг «Вувер ӱдыр» / «Оборотень», 1969;
- А. Волков «Алдиар», 1969;
- М. Рыбаков «Кинде» / «Хлеб», 1970;
- А. Рахманов «Вургыжшо шӱм» / «Беспокойная старость», 1970;
- М. Шкетан «Ачийжат-авийжат!..» / «Эх, родители!..», 1970;
- И. Шаркади «Йомдарыме пиал» / «Потерянный рай», 1971;
- Н. Лекайн «Кӱртньӧ вий» / «Железная сила», 1971;
- М. Рыбаков «Онтон», 1972;
- Э. Сапаев «Акпатыр»: опера, 1963.

## Пьесы
Список пьес С. И. Иванова:
- Юл воктене (На волжском берегу): Драма // Ончыко. — 1979. — № 3. — С.8—43.
- Ольош: Драма // Ончыко. — 1979. — № 3. — С. 45—73.
- Шергаш (Кольцо): Драма // Ончыко. — 1994. — № 5. — С. 93—134.

## Признание
- Заслуженный деятель искусств РСФСР (1969) ― за заслуги в области советского театрального искусства[3]
- Заслуженный деятель искусств Марийской АССР (1963)[3]
- Почётная грамота Президиума Верховного Совета РСФСР (1960)[3]
- Почётная грамота Президиума Верховного Совета Азербайджанской ССР (1973)[3]

## Память
- В 2015 году в Марийском национальном театре драмы имени М. Шкетана прошёл творческий вечер к 80-летию режиссёра[9][10].
- Документы режиссёра С. И. Иванова хранятся в личном фонде в Государственном архиве Республики Марий Эл[11].